# Jože Pirc
Jože Pirc - Soso, slovenski partizan, politični komisar in kuhar, * 29. september 1916, † ?.
Leta 1942 je vstopil v NOV in POS. Kot pripadnik Vzhodnodolenjskega odreda je bil eden izmed odposlancev, ki so se udeležili Zbora odposlancev slovenskega naroda v Kočevju.